# Земетресение в Аржентина (2010)
Земетресението в Аржентина е силно земетресение с магнитуд 6,3 по скалата на Рихтер, регистрирано на 27 февруари 2010 г., по-малко от 12 часа след земетресението в Чили.
Епицентърът е на 22 км северозападно от град Салта. Според учените 2-те земетресения не са свързани помежду си, доколкото това в Аржентина не е вторичен трус на земетресението в Чили. Има и теории за връзка между земетресенията, тъй като в рамките на 24 часа е забелязана повишена активност на движенията на земната кора и по-малко земетресение е имало и в Япония.

## Жертви и щети
Загинали са 2 души. Жертвите са 8-годишно дете, загинало под развалините на къща, и 70-годишен мъж. Ранени са близо 100 души.
Нанесени са материални щети и десетки сгради са повредени.